# Gran Premio d'Argentina 1972
Il Gran Premio d'Argentina 1972, IX Gran Premio de la República Argentina di Formula 1 e prima gara del campionato di Formula 1 del 1972, si è disputato il 23 gennaio sul circuito di Buenos Aires ed è stato vinto da Jackie Stewart su Tyrrell-Ford Cosworth. In pole position è partito il pilota argentino Carlos Reutemann (Brabham), al suo debutto in Formula 1. È uno dei pochissimi casi in tutta la storia della Formula 1 di un pilota debuttante in pole position.

## Partecipanti
La Tyrrell, campione del mondo in carica, conferma per il secondo anno consecutivo sia il campione del mondo Jackie Stewart che il francese François Cevert.
La BRM, 2ª nel 1971, decide di affrontare il campionato con ben 5 vetture:per questa gara sono confermati l'inglese Peter Gethin, il neozelandese Howden Ganley e l'austriaco Helmut Marko; a questi si aggiungono lo spagnolo Alex Soler-Roig, che aveva già disputato nel 1971 alcune gare con il Team March, e lo svedese Reine Wisell, proveniente dalla Team Lotus. Nelle file del team britannico manca lo svizzero Jo Siffert, morto tragicamente il 24 ottobre dell'anno prima durante la Victory Race, gara conclusiva della stagione non valida per il mondiale disputatasi sul circuito di Brands Hatch.
La Ferrari, 3ª nel 1971, mantiene il belga Jacky Ickx, lo svizzero Clay Regazzoni e l'americano Mario Andretti. Come per l'anno prima, Andretti correrà solo in alcune gare, quelle che non contrasteranno con i suoi impegni oltreoceano.
La March, 4ª nel 1971, schiera lo svedese Ronnie Peterson, al suo secondo anno con il team ufficiale, e l'austriaco Niki Lauda che l'anno prima aveva già corso la gara di casa, proprio con la March. A queste due vetture se ne aggiunge una terza per Henri Pescarolo, al suo secondo anno con il team di Frank Williams.
La Lotus, 5ª nel 1971, conferma l'astro nascente brasiliano Emerson Fittipaldi, al cui fianco mette l'australiano Dave Walker, che l'anno prima aveva già corso una gara per il team di Colin Chapman, al posto dello svedese Reine Wisell, passato alla BRM.
La McLaren, 6ª nel 1971, conferma per il quinto anno consecutivo il neozelandese Denny Hulme; il suo compagno di squadra è l'americano Peter Revson, il quale l'anno prima aveva corso il GP di casa al volante della Tyrrell ed aveva corso alcune gare negli anni sessanta.
La Matra, 7ª nel 1971, schiera una sola vettura per il neozelandese Chris Amon, confermato per il secondo anno consecutivo. Non c'è il francese Jean-Pierre Beltoise, in procinto di passare alla BRM.
La Surtees, 8ª nel 1971, schiera una vettura ufficiale per l'australiano Tim Schenken, in arrivo dalla Brabham e una semiufficiale sponsorizzata dalla Ceramiche Pagnossin per l'italiano Andrea De Adamich.  Il titolare John Surtees si è inoltre ritirato dall'attività agonistica in pista preferendo limitarsi al ruolo di team manager.
La Brabham infine, 9ª nel 1971, conferma per il secondo anno l'inglese Graham Hill e gli affianca il debuttante argentino Carlos Reutemann al posto di Schenken.

## Qualifiche
| Pos | No | Pilota             | Costruttore  | Squadra                         | Tempo   | Gap   |
| --- | -- | ------------------ | ------------ | ------------------------------- | ------- | ----- |
| 1   | 2  | Carlos Reutemann   | Brabham-Ford | Motor Racing Developments Ltd   | 1:12.46 |       |
| 2   | 21 | Jackie Stewart     | Tyrrell-Ford | Elf Team Tyrrell                | 1:12.68 | +0.22 |
| 3   | 18 | Peter Revson       | McLaren-Ford | Yardley Team McLaren            | 1:12.74 | +0.28 |
| 4   | 17 | Denny Hulme        | McLaren-Ford | Yardley Team McLaren            | 1:12.99 | +0.53 |
| 5   | 11 | Emerson Fittipaldi | Lotus-Ford   | John Player Team Lotus          | 1:13.28 | +0.82 |
| 6   | 9  | Clay Regazzoni     | Ferrari      | Scuderia Ferrari SpA SEFAC      | 1:13.28 | +0.82 |
| 7   | 22 | François Cevert    | Tyrrell-Ford | Elf Team Tyrrell                | 1:13.39 | +0.93 |
| 8   | 8  | Jacky Ickx         | Ferrari      | Scuderia Ferrari SpA SEFAC      | 1:13.50 | +1.04 |
| 9   | 10 | Mario Andretti     | Ferrari      | Scuderia Ferrari SpA SEFAC      | 1:13.61 | +1.15 |
| 10  | 14 | Ronnie Peterson    | March-Ford   | STP March Racing Team           | 1:14.06 | +1.60 |
| 11  | 19 | Tim Schenken       | Surtees-Ford | Brooke Bond Oxo Team Surtees    | 1:14.17 | +1.71 |
| 12  | 16 | Chris Amon         | Matra        | Equipe Matra Sports             | 1:14.28 | +1.82 |
| 13  | 3  | Howden Ganley      | BRM          | Marlboro BRM                    | 1:14.28 | +1.82 |
| 14  | 20 | Andrea De Adamich  | Surtees-Ford | Ceramica Pagnossin Team Surtees | 1:14.34 | +1.88 |
| 15  | 23 | Henri Pescarolo    | March-Ford   | Team Williams Motul             | 1:14.49 | +2.03 |
| 16  | 1  | Graham Hill        | Brabham-Ford | Motor Racing Developments Ltd   | 1:14.52 | +2.06 |
| 17  | 4  | Reine Wisell       | BRM          | Marlboro BRM                    | 1:14.52 | +2.06 |
| 18  | 5  | Peter Gethin       | BRM          | Marlboro BRM                    | 1:15.11 | +2.65 |
| 19  | 7  | Helmut Marko       | BRM          | Austria Marlboro BRM            | 1:15.53 | +3.07 |
| 20  | 12 | Dave Walker        | Lotus-Ford   | John Player Team Lotus          | 1:15.55 | +3.09 |
| 21  | 6  | Alex Soler-Roig    | BRM          | Espana Marlboro BRM             | 1:15.66 | +3.20 |
| 22  | 15 | Niki Lauda         | March-Ford   | STP March Racing Team           | 1:15.92 | +3.46 |

## Gara
| Pos | No | Pilota             | Costruttore  | Giri | Tempo/Ritiro        | Pos. Griglia | Punti |
| --- | -- | ------------------ | ------------ | ---- | ------------------- | ------------ | ----- |
| 1   | 21 | Jackie Stewart     | Tyrrell-Ford | 95   | 1:57:59.1           | 2            | 9     |
| 2   | 17 | Denny Hulme        | McLaren-Ford | 95   | + 25.96             | 4            | 6     |
| 3   | 8  | Jacky Ickx         | Ferrari      | 95   | + 59.39             | 8            | 4     |
| 4   | 9  | Clay Regazzoni     | Ferrari      | 95   | + 1:06.72           | 6            | 3     |
| 5   | 19 | Tim Schenken       | Surtees-Ford | 95   | + 1:09.11           | 11           | 2     |
| 6   | 14 | Ronnie Peterson    | March-Ford   | 94   | + 1 Giro            | 10           | 1     |
| 7   | 2  | Carlos Reutemann   | Brabham-Ford | 93   | + 2 Giri            | 1            |       |
| 8   | 23 | Henri Pescarolo    | March-Ford   | 93   | + 2 Giri            | 15           |       |
| 9   | 3  | Howden Ganley      | BRM          | 93   | + 2 Giri            | 13           |       |
| 10  | 7  | Helmut Marko       | BRM          | 93   | + 2 Giri            | 19           |       |
| 11  | 15 | Niki Lauda         | March-Ford   | 93   | + 2 Giri            | 22           |       |
| Rit | 11 | Emerson Fittipaldi | Lotus-Ford   | 61   | Sospensione         | 5            |       |
| Rit | 22 | François Cevert    | Tyrrell-Ford | 59   | Cambio              | 7            |       |
| Rit | 4  | Reine Wisell       | BRM          | 59   | Perdita d'acqua     | 17           |       |
| Rit | 18 | Peter Revson       | McLaren-Ford | 49   | Motore              | 3            |       |
| Rit | 10 | Mario Andretti     | Ferrari      | 20   | Motore              | 9            |       |
| Rit | 20 | Andrea De Adamich  | Surtees-Ford | 11   | Alimentazione       | 14           |       |
| Rit | 1  | Graham Hill        | Brabham-Ford | 11   | Pompa della benzina | 16           |       |
| SQ  | 12 | Dave Walker        | Lotus-Ford   | 8    | Squalificato        | 20           |       |
| Rit | 5  | Peter Gethin       | BRM          | 1    | Perdita d'olio      | 18           |       |
| Rit | 6  | Alex Soler-Roig    | BRM          | 1    | Incidente           | 21           |       |
| NP  | 16 | Chris Amon         | Matra        | 0    | Non partito         | 12           |       |

## Statistiche
Piloti
- 19ª vittoria per Jackie Stewart
- 1° pole position per Carlos Reutemann
- 1º Gran Premio per Carlos Reutemann

Costruttori
- 8° vittoria per la Tyrrell

Motori
- 42° vittoria per il motore Ford Cosworth
- 40ª pole position per il motore Ford Cosworth
- 40º giro più veloce per il motore Ford Cosworth

Giri al comando
- Jackie Stewart (1-95)

## Classifiche

### Piloti
| Pos. | Pilota          | Punti |
| ---- | --------------- | ----- |
| 1    | Jackie Stewart  | 9     |
| 2    | Denny Hulme     | 6     |
| 3    | Jacky Ickx      | 4     |
| 4    | Clay Regazzoni  | 3     |
| 5    | Tim Schenken    | 2     |
| 6    | Ronnie Peterson | 1     |

### Costruttori
| Pos. | Team         | Punti |
| ---- | ------------ | ----- |
| 1    | Tyrrell-Ford | 9     |
| 2    | McLaren-Ford | 6     |
| 3    | Ferrari      | 4     |
| 4    | Surtees-Ford | 2     |
| 5    | March-Ford   | 1     |